# Łukasz Kurowski
Łukasz Kurowski (ur. 14 lutego 1979 w Rybitwach, zm. 14 sierpnia 2007 w Gardez) – polski dowódca wojskowy, podporucznik Wojska Polskiego, uczestnik I zmiany Polskiego Kontyngentu Wojskowego w Afganistanie, pierwszy polski żołnierz, który zginął podczas misji stabilizacyjnej w Afganistanie, odznaczony Krzyżem Komandorskim Orderu Krzyża Wojskowego oraz Medalem Chwalebnej Służby NATO (NATO Meritorious Service Medal).

## Służba wojskowa
Mieszkał w Lusowie. 
Był absolwentem Politechniki Poznańskiej. W latach 2003–2004 ukończył Studium Oficerskie Wyższej Szkoły Oficerskiej Wojsk Lądowych we Wrocławiu, uzyskując stopień wojskowy podporucznika w korpusie osobowym ogólnowojskowym, w grupie pancernej. Na pierwsze stanowisko służbowe – dowódcy plutonu czołgów – został skierowany do 10 Brygady Kawalerii Pancernej im. gen. broni Stanisława Maczka w Świętoszowie.
Z początkiem 2007 roku wyjechał na misję stabilizacyjną Polskiego Kontyngentu Wojskowego w ramach Międzynarodowych Sił Wsparcia Bezpieczeństwa w Afganistanie. Służył w Operacyjnym Zespole Doradczo-Łącznikowym Polskiej Grupy Bojowej w Gardez. 14 sierpnia 2007 roku brał udział w patrolu wojsk polskich i afgańskich. Konwój złożony z pojazdów HMMWV, którym poruszali się żołnierze został ostrzelany, a następnie nastąpiła wymiana ognia. Pomimo udzielenia natychmiastowej pomocy, ppor. Łukasz Kurowski zmarł w wyniku odniesionych ran.
Pośmiertnie został awansowany na stopień porucznika. 16 sierpnia jego ciało przetransportowano samolotem wojskowym do Polski. W pogrzebie, który miał miejsce 18 sierpnia, udział wzięli minister obrony narodowej Aleksander Szczygło, szef Sztabu Generalnego Wojska Polskiego gen. Franciszek Gągor, dowódca Wojsk Lądowych gen. broni Waldemar Skrzypczak, dowódca operacyjny Sił Zbrojnych gen. broni Bronisław Kwiatkowski oraz biskup polowy Wojska Polskiego gen. dyw. Tadeusz Płoski.

## Odznaczenia
- Krzyż Komandorski Orderu Krzyża Wojskowego – 2007, pośmiertnie[1][3]
- NATO Meritorious Service Medal – 2009, pośmiertnie[4]